# Eugen Jochum
Eugen Jochum /ˈɔʏ̯ɡeːn ˈjɔxʊm/ (Babenhausen, 1º novembre 1902 – Monaco di Baviera, 26 marzo 1987) è stato un direttore d'orchestra tedesco.

## Biografia
Nato vicino ad Augusta, nella Germania meridionale, Jochum studiò pianoforte e organo ad Augusta fino al 1922. 
Studiò poi direzione d'orchestra a Monaco di Baviera con Siegmund von Hausegger. 
Il suo primo lavoro fu quello di pianista a Mönchen-Gladbach, e poi a Kiel.
Fece il suo debutto, come direttore d'orchestra, alla guida della Münchner Philharmoniker nel 1926 con un programma che comprendeva la settima sinfonia di Bruckner. 
Nello stesso anno venne nominato direttore dell'orchestra di Kiel, dove diresse diciassette opere nella sua prima stagione, fra le quali Il vascello fantasma, Il cavaliere della rosa e Turandot.
Dopo Kiel si spostò a Mannheim, dove Wilhelm Furtwängler elogiò la sua direzione. Rifiutò un'offerta per dirigere dodici concerti negli Stati Uniti, con la New York Philharmonic Orchestra, ritenendo di non avere l'esperienza ed il repertorio adatto ad un'orchestra di quella levatura; non dirigerà negli Stati Uniti fino al 1958. Il suo successivo incarico fu quello di direttore a Duisburg, dal 1930 al 1932. Nel 1932 venne nominato direttore dell'orchestra della Radio di Berlino, dirigendo anche 16 concerti nella stagione della Berliner Philharmoniker e alla Deutsche Oper.
Nel 1934 Jochum succedette a Karl Böhm come direttore dell'Opera di Amburgo e dei Philharmoniker Hamburg. Durante il periodo nazista, la città di Amburgo si mantenne, come Jochum ebbe a dire, ragionevolmente liberale, tanto che poté mantenere il suo posto nonostante avesse rifiutato di iscriversi al partito nazista. Egli eseguì musiche di Hindemith e Bartók nonostante questi compositori fossero stati banditi dal nazismo. Jochum rimase ad Amburgo fino al 1949.. Nel 1949 Jochum fondò e divenne il primo direttore, fino al 1960, della Symphonieorchester des Bayerischen Rundfunks (Orchestra Sinfonica della Radio Bavarese), che divenne nel giro di pochi anni, grazie alle sue cure, una delle migliori orchestre di fama internazionale.
A partire dagli anni '30, Jochum diresse molto spesso, come ospite, i Berliner Philharmoniker, Sviluppò un forte e duraturo rapporto con questa grande orchestra, testimoniato, negli anni a venire, da innumerevoli importanti registrazioni (soprattutto Bruckner e Brahms) ma, alla morte di Wilhelm Furtwaengler (1954), la sua candidatura per un'eventuale successione quale direttore stabile dei Berliner non fu neppure presa in esame lasciandolo, peraltro, libero di concentrarsi sulla direzione musicale dell'Orchestra Sinfonica della Radio Bavarese e sui numerosi impegni come ospite in tutto il mondo.
Egli fu un direttore ospite molto assiduo dell'Orchestra reale del Concertgebouw di Amsterdam dove fu primo direttore nel periodo 1941-1943, mentre era direttore musicale Willem Mengelberg. 
Dal 1961 al 1963, Jochum fu direttore aggiunto di Bernard Haitink. Egli diresse frequentemente a Londra, la London Philharmonic Orchestra e la London Symphony Orchestra. 
Nel 1975, la LSO lo nominò direttore laureato ed in quel periodo, proprio con la LSO, Jochum realizzò, per EMI il suo terzo ed ultimo ciclo completo delle Sinfonie di Beethoven in disco.
Nel 1942 dirige la prima assoluta all'Opera di Amburgo del Concerto per orchestra archi op. 20 di Boris Blacher.
Nel 1950 dirige la prima assoluta a Monaco di Französische Suite di Werner Egk.
Nel 1951 dirige la prima assoluta nella Kilbourn Hall di Rochester (New York) della Suite per tromba e orchestra d'archi di William Peters Latham e del Concerto per orchestra in 3 tempi di Alberto Bruni-Tedeschi.
Al Teatro alla Scala di Milano diresse dei concerti negli anni 1951, 1961 (con il violoncellista Antonio Janigro) e 1971.
Nel 1959 dirige la prima assoluta nella Staatliche Musikhochschule di Monaco di "Tanz-Rondo" di Gottfried von Einem.
Per il Teatro La Fenice di Venezia diresse dei concerti nel 1960 al Palazzo Ducale (Venezia) con la figlia Veronica al pianoforte e nel 1973 con la Wiener Symphoniker.
Nel 1963 dirige la ripresa nel Teatro Comunale di Firenze di Tristano e Isotta.
All'Opera di Chicago dirige Ariadne auf Naxos con Reri Grist, Régine Crespin, Erich Kunz e Giorgio Tadeo nel 1964 e Die Zauberflöte con Mady Mesplé nel 1966.
Nel 1966 diresse Il ratto dal serraglio al Teatro dell'Opera di Roma nella trasferta della Deutsche Oper Berlin.
Dal 1969 al 1973 diresse l'Orchestra sinfonica di Bamberga.
Al Festival di Salisburgo diresse un concerto il 21 agosto 1945, musiche di Mozart con i Wiener Philharmoniker nel 1951 ed un concerto con l'Orchestra reale del Concertgebouw nel 1958 e, dal 1953 al Festival di Bayreuth, dove fece il suo debutto dirigendo Tristano e Isotta.
Jochum è noto per le sue esecuzioni della musica di Anton Bruckner. Le sue esecuzioni delle opere di Bach, Beethoven, Brahms, Mozart, Haydn, Schumann, Wagner e Carl Orff sono ricordate con ammirazione. La sua registrazione dei Carmina Burana ricevette dallo stesso Orff, presente alla registrazione, un'entusiastica approvazione.

Francobollo tedesco commemorativo del centenario della nascita di Jochum.

Egli registrò molta musica, dalla sua prima incisione del 1932 (il concerto per pianoforte in Re minore di Mozart con il pianista Edwin Fischer). In stereo LP registrò principalmente per la Deutsche Grammophon. Il suo ciclo delle Sinfonie di Bruckner per la DG (realizzato parte a Berlino e parte Monaco tra la fine degli anni '50 e la seconda metà degli anni '60), rimane a tutt'oggi, ininterrottamente, nel catalogo Deutsche Grammophon sin dalla prima pubblicazione, fatto questo che costituisce un record nella discografia classica di ogni tempo. Più avanti negli anni, Jochum registrò un'altra volta il ciclo bruckneriano con la EMI alla guida della Staatskapelle Dresden. Questa edizione è stata ripubblicata dalla casa olandese Brilliant nel 2009.
Suo fratello Otto è stato un compositore (1898–1969) e Georg Ludwig è stato direttore d'orchestra (1909-1970).
Jochum morì a Monaco di Baviera all'età di 84 anni. Sua moglie Maria morì in precedenza nel 1985 e sua figlia Veronica è una pianista di Boston.

## Registrazioni famose
- Anton Bruckner, Sinfonia n. 8, Philharmoniker Hamburg, 1949 (prima registrazione commerciale dell'intera sinfonia)
- Carl Orff, Carmina Burana, Bavarian Radio Symphony Orchestra, 1953 (prima registrazione)
- Richard Wagner, I maestri cantori di Norimberga, Deutsche Oper Berlin, 1976 (con Dietrich Fischer-Dieskau, Plácido Domingo, ed altri)
- Franz Schubert: Sinfonia n. 5 in si bemolle maggiore e Sinfonia n. 9 in do maggiore D. 944 "La Grande". Orchestra Sinfonica della Radio Bavarese. DGG; 1955 (Sinfonia n. 5), 1959 (Sinfonia D. 944).
- Carl Orff: Carmina Burana. Janowitz, Stolze, Fischer Dieskau. Coro e Orchestra dell'Opera Tedesca di Berlino. (DGG; 1968)
- Anton Bruckner: 9 Sinfonie - Orchestra Filarmonica di Berlino - Orchestra Sinfonica della Radio Bavarese (2, 3, 5 e 6). (DGG; 1958 - 1968)
- Anton Bruckner: Sinfonia n. 5 - Orchestra del Concertgebouw di Amsterdam - PHILIPS; 1964
- Anton Bruckner: 9 Sinfonie - Staatskapelle Dresden - EMI (ristampate da BRILLIANT nel 2009)
- Anton Bruckner: Te Deum, Mottetti, Salmo 150 - Stader/Wagner/Haefliger/Lagger - Coro Opera Tedesca di Berlino - Orchestra Filarmonica di Berlino (DGG, 1966/1967/1971)
- Anton Bruckner: Messa n. 1 in re minore, Messa n. 2 in mi minore, Messa n. 3 in fa minore - Coro e Orchestra Sinfonica della Radio Bavarese - DGG; 1972 (n. 1), 1971 (n. 2), 1963 (n. 3)
- Ludwig van Beethoven: Le 9 Sinfonie - Orchestra del Concertgebouw di Amsterdam - PHILIPS; 1963
- Ludwig van Beethoven: Sinfonia n. 9 in re minore op. 125 - Te Kanawa/Hamari/Burrows/Holl - London Symphony Orchestra & Chorus - EMI; 1979
- Ludwig van Beethoven: Concerti n. 1 op. 15 e n. 2 op. 19 per pianoforte e orchestra - solista: Maurizio Pollini - Orchestra Filarmonica di Vienna - DGG
- Johannes Brahms: le 4 Sinfonie - Orchestra Filarmonica di Berlino - DGG, 1951 (n. 2), 1954 (n. 1 e 4), 1956 (n. 3)
- Johannes Brahms: i due Concerti per pianoforte e orchestra - solista: Emil Gilels - Orchestra Filarmonica di Berlino - 1972
- Johannes Brahms: Concerto per violino e orchestra p. 77 - solista: Nathan Milstein - Orchestra Filarmonica di Vienna - DGG
- Franz Joseph Haydn: 12 Sinfonie Londinesi (93 - 104) - London Philharmonic Orchestra - DGG; 1972 (94, 103, 104), 1973
- Giuseppe Verdi: Messa di Requiem - Cunitz/Hoengen/Ludwig/Greindl - Coro e Orchestra Sinfonica della Radio Bavarese (ORFEO; Dicembre 1950; live)
- Anton Bruckner: Te Deum - Kupper/Siewert/Fehenberger/Borg - Coro e Orchestra Sinfonica della Radio Bavarese (ORFEO; Maggio 1954; live)
- Wolfgang Amadeus Mozart: Grande Messa in do minore KV 427 (versione completata da Aloys Schmitt) - Seefried/Kupper/Fehenberger/Braun - Coro e Orchestra Sinfonica della Radio Bavarese (ORFEO; Giugno 1956, live)
- Hans Pfitzner: Urworthe Orphisch, op. 57 (su testi di Goethe), Von deutscher Seele, op. 28 (Cantata romantica su testi di Eichendorff), Das Dunkle Reich, op. 38 (Fantasia per coro con orchestra, organo, soprano e baritono) - Kupper/Hotter - Coro e Orchestra Sinfonica della Radio Bavarese (ORFEO - Luglio 1952/Gennaio 1955 - live)